# تپه مش امیر
تپه مش امیر مربوط به عصر مس - سده‌های اولیه دوران‌های تاریخی پس از اسلام است و در شهرستان ازنا، بخش مرکزی، دهستان پاچه لک غربی، ۱ کیلومتری شرق روستای برجله واقع شده و این اثر در تاریخ ۲۳ بهمن ۱۳۸۵ با شمارهٔ ثبت ۱۷۲۶۹ به‌عنوان یکی از آثار ملی ایران به ثبت رسیده است.